# Conon (cráter)

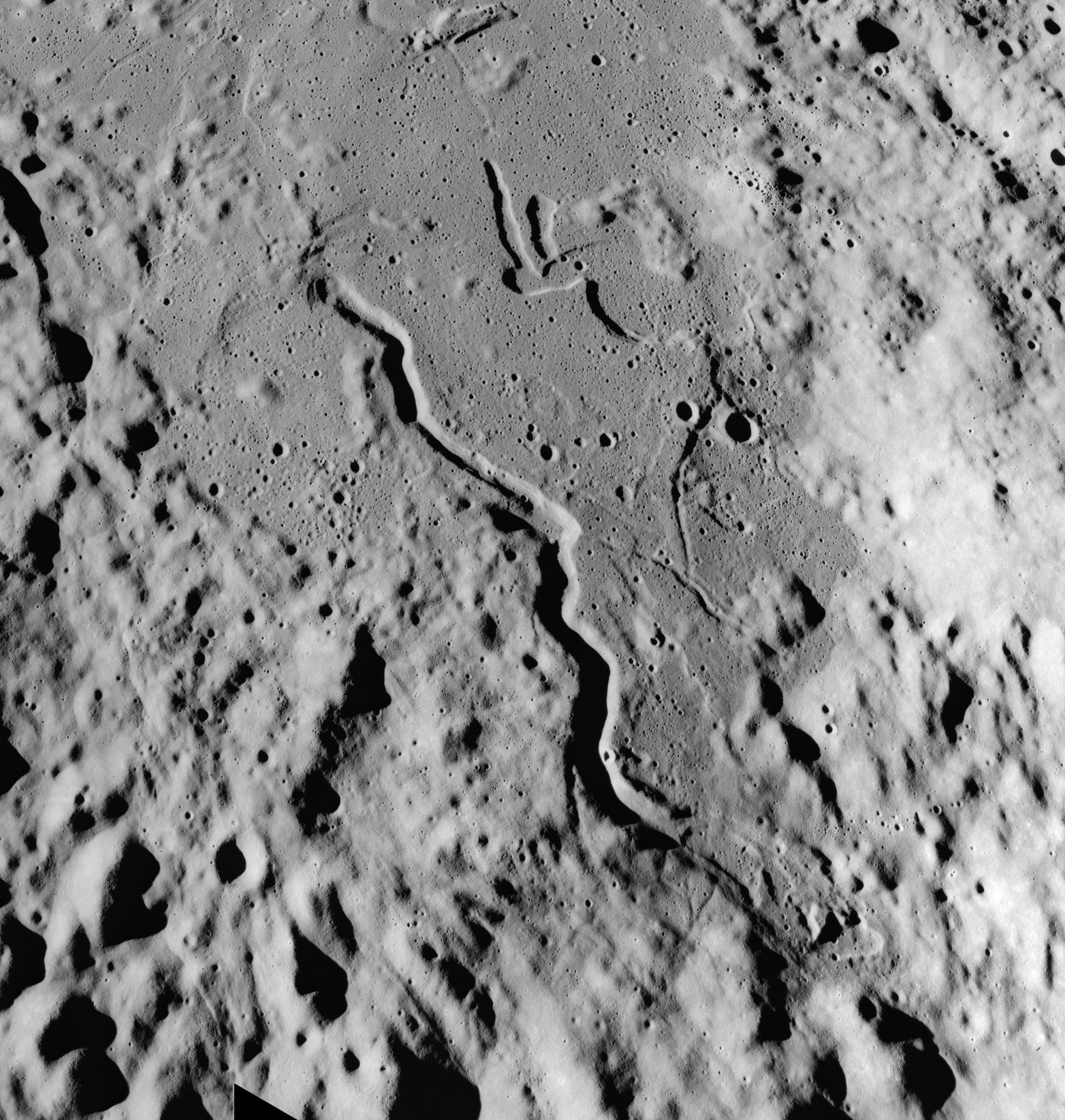
Vista oblicua de la Rima Conon desde el Apolo 17

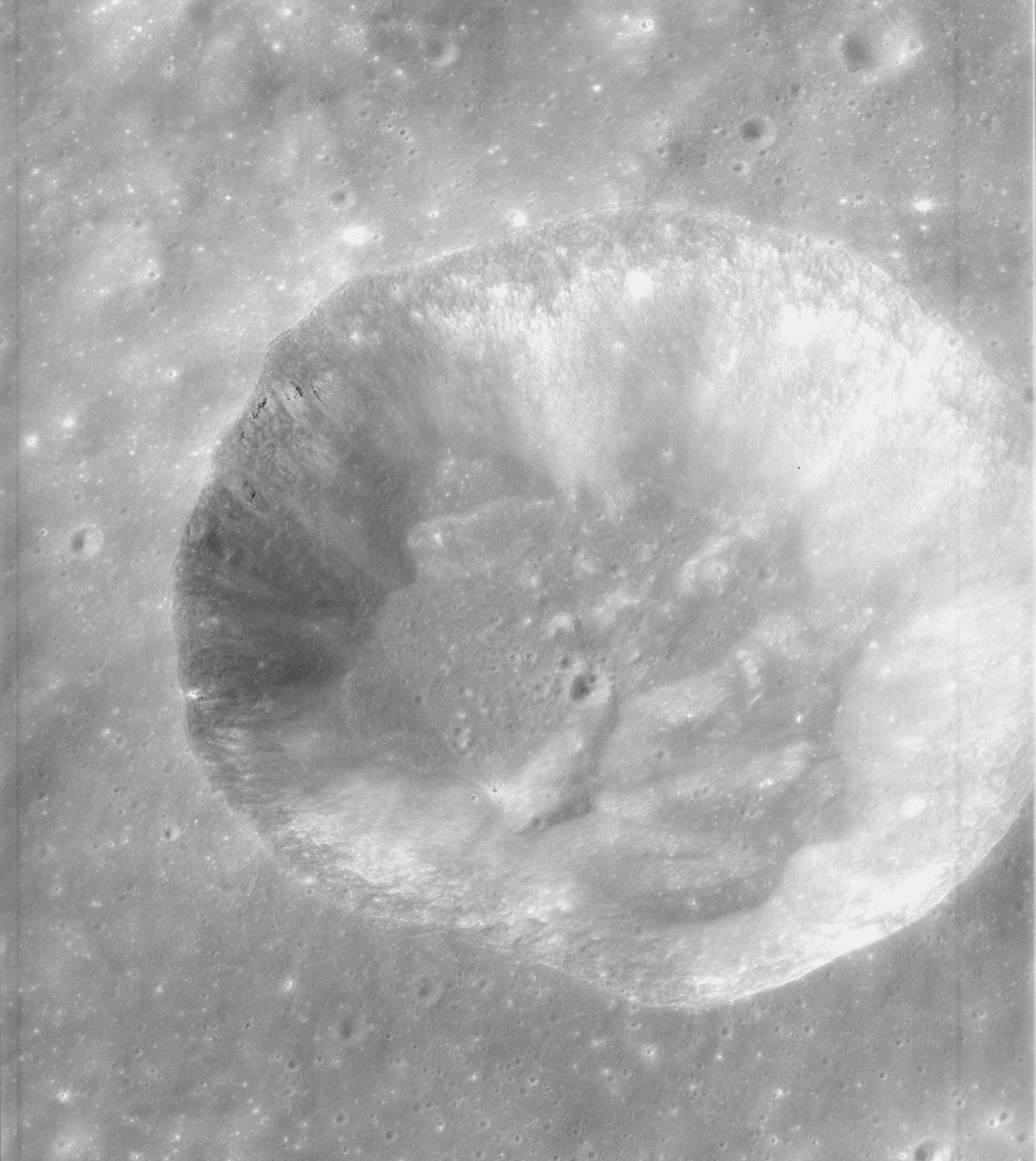
Fotografía de la misión Apolo 15

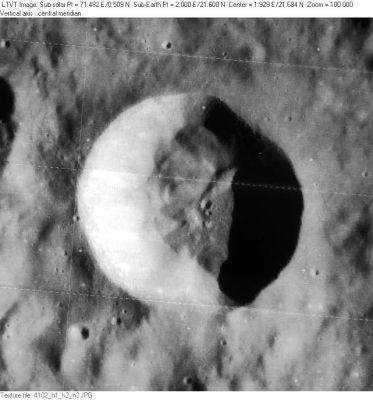
Fotografía de la misión Lunar Orbiter 4

Conon es un pequeño pero importante cráter de impacto lunar que se encuentra en las estribaciones orientales de la cordillera de los Montes Apenninus. Justo al oeste de Conon aparece el Mons Bradley. La relación de cráteres más cercanos incluye a Galen, unos 70 km al este, y Aratus, a la misma distancia hacia el noreste.
El borde de Conon está claramente definido y no ha sido erosionado significativamente por impactos posteriores. La pared interior, de anchura variable, hace que el piso interior presente una forma oval irregular. Esta irregularidad puede ser debida a la superficie rugosa y desigual en la que se formó el cráter. El suelo del cráter es consistente, pero carece de una prominencia central.
| Conon, arriba a la izquierda |

Al sur del Sinus Fidei se sitúa una rima sinuosa que sigue un curso hacia el sur-sureste. Este canal lunar se denomina Rima Conon, que lleva el mismo nombre del cráter.
El cráter se llama así por el astrónomo Conón de Samos (sobre el 250 AC).

## Cráteres satélite
Por convención estos elementos son identificados en los mapas lunares poniendo la letra en el lado del punto medio del cráter que está más cerca de Conon.
|       | \| Conon \| Coordenadas \| Diámetro \| \| ----- \| -------------------------- \| -------- \| \| A \| 19°42′N 4°30′E / 19.7, 4.5 \| 7 km \| \| W \| 18°42′N 3°00′E / 18.7, 3.0 \| 4 km \| \| Y \| 22°18′N 1°54′E / 22.3, 1.9 \| 4 km \| |          |
| Conon | Coordenadas | Diámetro |
| A     | 19°42′N 4°30′E / 19.7, 4.5 | 7 km     |
| W     | 18°42′N 3°00′E / 18.7, 3.0 | 4 km     |
| Y     | 22°18′N 1°54′E / 22.3, 1.9 | 4 km     |